# Saint-Jean-Brévelay Comunitat
La Saint-Jean-Brévelay Comunitat (en bretó Sant-Yann-Brevele Kumuniezh) és una estructura intercomunal francesa, situada al departament d'Ar Mor-Bihan a la regió Bretanya, al País de Pontivy. Té una extensió de 210 kilòmetres quadrats i una població de 10.455 habitants (2010).

## Composició
Agrupa 7 comunes :
1. Saint-Jean-Brévelay
2. Bignan
3. Billio
4. Buléon
5. Guéhenno
6. Plumelec
7. Saint-Allouestre